# Felipe Muñoz
Felipe Muñoz Kapamas (Città del Messico, 3 febbraio 1951) è un ex nuotatore messicano.
Ha partecipato a due edizioni dei giochi olimpici (1968 e 1972) conquistando una medaglia a Città del Messico 1968.

## Palmarès
Olimpiadi
- 1 medaglia:
  - 1 oro (200 m rana a Città del Messico 1968)

Giochi panamericani
- 2 medaglie:
  - 1 argento (200 m rana a Cali 1971)
  - 1 bronzo (200 m misti a Cali 1971)

Universiadi
- 1 medaglia:
  - 1 bronzo (200 m rana a Mosca 1973)